# Boulc
Boulc is een gemeente in het Franse departement Drôme (regio Auvergne-Rhône-Alpes) en telt 109 inwoners (2004). De plaats maakt deel uit van het arrondissement Die.

## Geografie
De oppervlakte van Boulc bedraagt 74,0 km², de bevolkingsdichtheid is 1,5 inwoners per km². De voornaamste toegang tot de gemeente gebeurt via de pasweg naar de Col de Grimone in de Gorges des Gats waarin de rivier Gats of Bès stroomt. Deze pasweg verbindt Lus-la-Croix-Haute met Chatillon-en-Diois. Chatillon ligt op tien kilometer van Boulc en biedt de meest nabije voorzieningen aan.

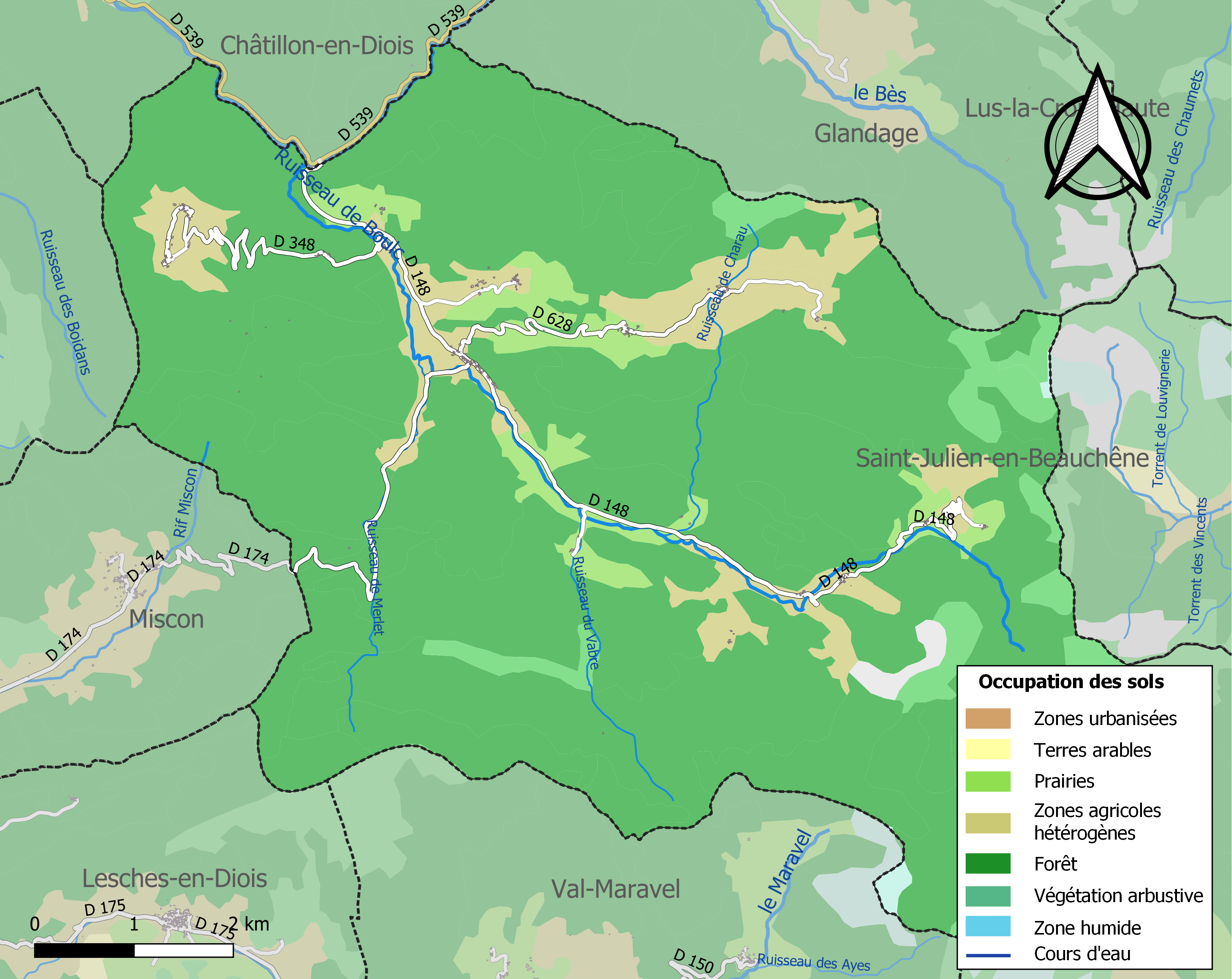
Kaart van de gemeente met belangrijkste infrastructuur, bodemgebruik en omliggende gemeenten

### Kernen
De gemeente Boulc bevat de volgende plaatsen:
Allex, les Avondons, Bois Noir, Boulc, Bonneval, la Combe, Ferriers, Ravel, Soubreroche, Souvestrière, Tatins, Ville Basse.

## Toponymie en fusies
Boulc wordt voor het eerst genoemd aan het begin van de dertiende eeuw onder de naam Bulcum en Bolc. In 1793 wordt de gemeente opgericht onder de naam Boule. In januari 1974 fuseert deze gemeente met de gemeente Bonneval-en-Diois en neemt ze de naam Boulc-Bonneval aan. Een jaar later, in januari 1975, fuseert Boulc-Bonneval met de gemeente Ravel-et-Ferriers en krijgt ze haar huidige naam "Boulc".

## Aardverschuivingen

### Piniès
De zuidwestflank van de berg Piniès, zo'n 5,5 kilometer ten zuidoosten van het dorp Boulc, wordt gekenmerkt door een grootschalige aardverschuiving of bergstorting. De verschuivingen vergroten de laatste decennia, voornamelijk in 1977-78, 1985-186 en de jaren 90.

### Tunnel
Nadat de enige toegangsweg tot de gemeente in januari 1994 door een aardverschuiving vernietigd werd, ontstond er een discussie over de toekomst van de gemeente. Direct na de instorting van de weg was er enkel een boswegje over de Col Miscon die een (slechte) verbinding met de buitenwereld kon verzorgen. De weg over de Col Miscon, een voormalige weg voor bosbouw, was echter smal en de pashoogte aanzienlijke hoog (1022 meter) zodat deze 's winters vaak besneeuwd is en moeilijk toegankelijk. Aangezien het gesteente ter plaatse zeer instabiel werd bevonden kon de oude weg niet opnieuw gebouwd worden. Een tunnel bleek zeer duur te zijn, waardoor alternatieven als het verbreden van de weg over de Col Miscon, de gehele verhuis van de bevolking en het subsidiëren van de mobiliteit over de Col Miscon werden overwogen.  Uiteindelijk werd er toch een tunnel gebouwd door de rotsen onder Soubreroche. De tunnel kent een hellingsgraad van 10%. Boven het tunnelportaal herinneren de woorden "zoo à ciel ouvert" aan de politieke discussie over de ontsluiting die vooral boven de hoofden van de lokale bevolking (op nationaal niveau) werd gevoerd.

## Demografie
Onderstaande figuur toont het verloop van het inwonertal (bron: INSEE-tellingen).